# 7,92 × 33 mm Kurz
El 7,92 × 33 mm Kurz es un cartucho para fusil de asalto con casquillo abotellado sin pestaña, desarrollado en la Alemania nazi antes y durante la Segunda Guerra Mundial. También es llamado 7,92mm Kurz (Corto, en alemán), 7,92 Kurz o 7,92 mm K u 8 x 33 Polte. Fue específicamente ideado para el desarrollo de una "carabina automática" (fusil de asalto). El cartucho fue desarrollado como un compromiso entre el cartucho de fusil 7,92 x 57 Mauser y el cartucho de pistola 9 x 19 Parabellum, siendo conocido como un cartucho intermedio (Mittelpatrone, en alemán). 

## Dimensiones del cartucho
El casquillo del 7,92 x 33 Kurz tiene una capacidad de 2,22 ml. La forma externa del casquillo fue diseñada para favorecer su recarga y extracción fiable en los fusiles de asalto bajo condiciones adversas.

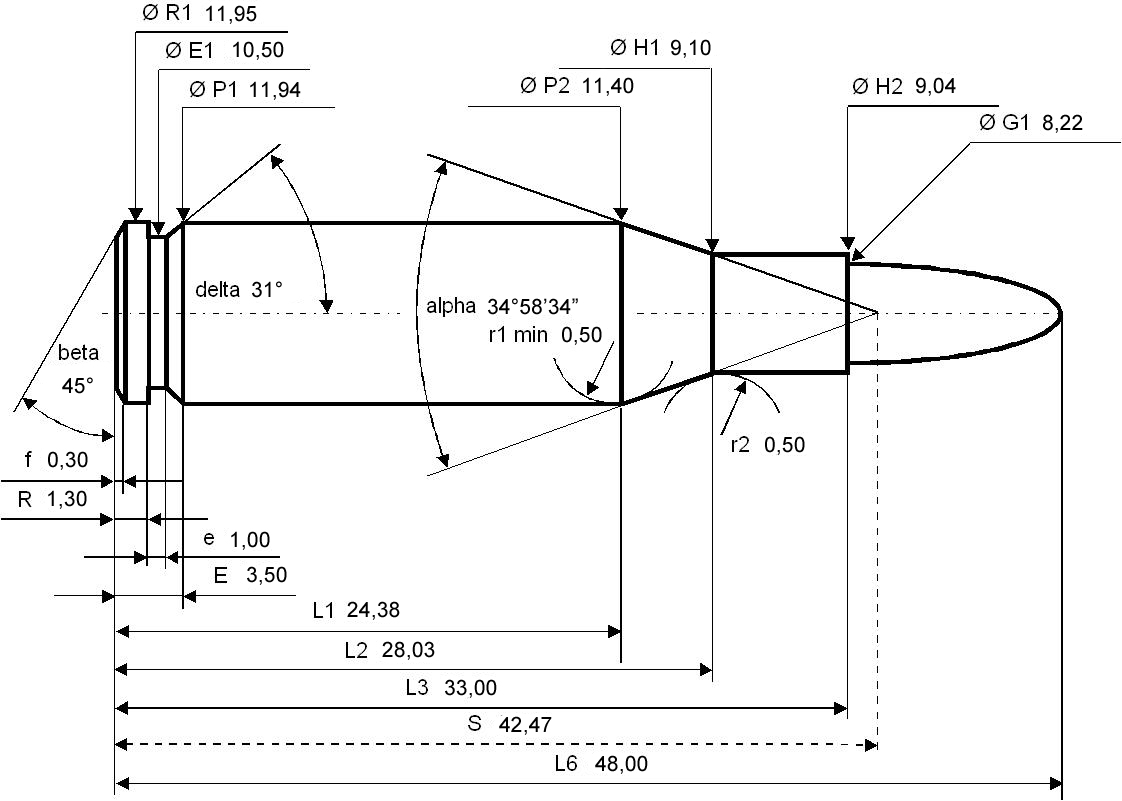
Dimensiones máximas del cartucho 7,92 x 33 Kurz según la CIP. Todas están en milímetros.

Los estadounidenses definirían el ángulo del hombro en alfa/2 ≈ 17,5 grados. La tasa de rotación usual del estriado del ánima para este cartucho es de 240 mm a cuatro estrías, con campos de 7,89 mm de diámetro, altos de 8,2 mm de diámetro, ancho de campos de 4,4 mm y un fulminante tipo Berdan o Boxer (para fusil).
Según las normas oficiales de la CIP (Commission Internationale Permanente pour l'Épreuve des Armes à Feu Portatives), el 7,92 x 33 Kurz puede soportar hasta 340 MPa Pmax de presión. En los países regidos por la C. I. P., cada fusil y su respectivo cartucho deben ser probados a un 125% de esta presión máxima de la C. I. P. para certificar que son seguros y aptos para su venta. Esto significa que las armas que disparan el 7,92 x 33 Kurz en los países regidos por la CIP son actualmente (2014) probados a una presión de 425 MPa.

## Designación militar
En los manuales militares alemanes, con frecuencia el calibre era considerado poco importante y se ponía énfasis en el nombre. El 7,92 x 33 Kurz era mencionado como el Pistolenpatrone M43 (cartucho de pistola modelo 1943), Pistolen-Munition M43 (munición de pistola modelo 1943); después de la creación del Sturmgewehr 44, fue llamado Kurzpatrone 43 (cartucho corto modelo 1943).

## Trasfondo
El cartucho montaba una bala del mismo calibre que el 7,92 x 57 Mauser, que era empleado por el fusil estándar del Heer, el Mauser Kar 98k, así como en las ametralladoras Las Fuerzas Armadas alemanas habían suministrado en cantidades limitadas un fusil automático de 7,92 mm, el FG 42, pero el gran retroceso producido al disparar el cartucho hacía que fuese difícil emplearlo eficazmente en este papel.
Lo que se necesitaba era un cartucho que pudiese ser empleado en un fusil más ligero y maniobrable, que cubra la brecha entre los subfusiles y los fusiles. Al casquillo del cartucho estándar 7,92 x 57 Mauser se le recortaron 24 mm. Con un casquillo de apenas 33 mm de longitud, el cartucho Kurz era sustancialmente más corto y producía menos retroceso que el 7,92 x 57 Mauser, pero todavía era efectivo al atacar blancos a los habituales alcances de combate de 300 m (328 yardas). Esto significaba que podía ser efectivamente disparado desde un arma que pesase menos que una ametralladora, pero además tenía un alcance, velocidad y poder de parada mucho mayores que el 9 x 19 Parabellum, que era el cartucho estándar para los subfusiles alemanes.
La escasez de latón en las últimas etapas de la Segunda Guerra Mundial condujo al uso de casquillos de acero para este nuevo cartucho. El casquillo del cartucho Kurz era mucho más afinado que el 7,92 x 57 Mauser, porque el acero es menos elástico que el latón y es más difícil de extraer. Esta fue la razón del característico cargador extraíble curvo de las armas que disparan este cartucho. Los casquillos de acero eran habitualmente laqueados para prevenir la corrosión. El peso del cartucho 7,92 x 33 Kurz era de 17,05 g, la bala pesaba hasta 8,1 g y el casquillo y la pólvora pesaban 8,95 g.

## Armas de fuego que utilizan el 7,92 x 33 Kurz
Antes del desarrollo del cartucho Kurz y las armas que lo emplearon, el soldado regular era equipado con dos armas ligeras básicas, el fusil de cerrojo y el subfusil. El fusil de cerrojo era el arma estándar en la mayoría de ejércitos del mundo, por lo general teniendo una buena precisión y poder de parada, pero con una cadencia de disparo muy limitada. El subfusil era un arma más novedosa, que ofrecía una cadencia de disparo muy alta y un reducido tamaño, pero tenía un alcance y poder de parada muy limitados debido al cartucho de pistola (generalmente calibre 9 mm) que disparaba. Mientras que el cartucho Kurz no igualaba el alcance y precisión del cartucho disparado por un fusil de cerrojo, aún podía atacar blancos individuales a 300 m (328 yardas). Como un eficaz cartucho intermedio, el Kurz fue una evolución clave en el desarrollo del fusil de asalto al ofrecer una combinación de fuego automático controlable y una precisión aceptable a las distancias más frecuentes en batalla.
Solamente unas cuantas armas utilizaron este cartucho, principalmente los fusiles Sturmgewehr 44 y Volkssturmgewehr. Varias armas que estaban en desarrollo en aquel entonces también utilizaron el cartucho, incluyendo los Sturmgewehr 45, HIW VSK y Wimmersperg Spz-kr; además de varios prototipos de armas alemanas y checoslovacas hechos durante la Segunda Guerra Mundial y una pequeña cantidad de prototipos de armas hechos en otros países después de la guerra. Un número desconocido de fusiles semiautomáticos K43 fueron adaptados a fines de la guerra para este cartucho y modificados para aceptar los cargadores del StG 44. Las variantes del VK 98 (Volks-Karabiner), un fusil de cerrojo "última defensa" destinado para el Volkssturm, también fueron hechas para emplear este cartucho, con cantidades desconocidas producidas por Mauser y Steyr.

## Después de la Segunda Guerra Mundial
Luego de la Segunda Guerra Mundial, el cartucho fue probado y empleado en prototipos de fusiles por Argentina y Bélgica, entre otros países, durante finales de la década de 1940 e inicios de la década de 1950. El primer prototipo del FN FAL fue diseñado para disparar este cartucho cuando se organizó la OTAN. Después de la guerra fue fabricado en Alemania Oriental, Checoslovaquia y Egipto.
España continuó su desarrollo después de la guerra, creando unas cuantas variantes del cartucho, tales como trazadores, con bala de base troncónica y con balas ligeramente más cortas con núcleo de plomo. Estos desarrollos fueron impulsados por el teniente coronel Joaquín de la Calzada Bayo. Sin embargo, fueron cancelados y los fusiles CETME fueron calibrados para una variante del cartucho 7,62 x 51 OTAN.
Aún hay demanda por este cartucho, ya que el Sturmgewehr 44 todavía es empleado por algunos miembros de la milicia Fuerzas Libanesas, así como por ejércitos irregulares en el Cuerno de África y Medio Oriente, donde los fusiles alemanes capturados fueron distribuidos como ayuda militar por los países del Bloque del Este, al igual que por Yugoslavia. Actualmente es producido en la fábrica de Prvi Partizan en Užice, Serbia. Se pueden hacer casquillos para recarga redimensionando y recortando los casquillos del 7,62 x 51 OTAN, mientras que Hornady produce una bala de 7,92 mm y 8 g (125 granos). En 2015 se publicó en Internet una fotografía de un rebelde sírio utilizando una Sturmgewehr 44. La munición provendría de la empresa serbia.
Se ha registrado que en Pakistán el mismo cartucho es empleado bajo el nombre local de "Calibre 44". Este hace referencia tanto a la cifra "44" del StG 44 o a la serie "L44A1" estampada en el culote de los casquillos modificados de 7,62 x 51 OTAN. Es empleado en fusiles semiautomáticos de fabricación local basados en el AK-47 y sus derivados (producidos o modificados en las regiones de Peshawar, Kohat y Derra Adam Khel, etc) que utilizan este cartucho, ya que el 7,62 x 39 es un cartucho militar (conocido como "Calibre Prohibido" o "CP" en Pakistán). Estas armas similares a las de la serie AK por lo general son consideradas inferiores debido a su irregular fabricación o modificación para disparar este cartucho y a la falta de control de calidad de éste. A veces son empleadas por compañías privadas de seguridad. El uso de balas calibre 7,92 mm en cañones de 7,62 mm sin recalibrar es una práctica peligrosa.